# Лейкпорт (Каліфорнія)
Лейкпорт (англ. Lakeport) — місто (англ. city) в США, в окрузі Лейк штату Каліфорнія. Населення — 5026 осіб (2020).

## Географія
Лейкпорт розташований за координатами 39°2′23″ пн. ш. 122°55′17″ зх. д. / 39.03972° пн. ш. 122.92139° зх. д. (39.039633, -122.921422).  За даними Бюро перепису населення США в 2010 році місто мало площу 8,28 км², з яких 7,92 км² — суходіл та 0,36 км² — водойми.

### Клімат
| Клімат : Лейкпорт       | Клімат : Лейкпорт | Клімат : Лейкпорт | Клімат : Лейкпорт | Клімат : Лейкпорт | Клімат : Лейкпорт | Клімат : Лейкпорт | Клімат : Лейкпорт | Клімат : Лейкпорт | Клімат : Лейкпорт | Клімат : Лейкпорт | Клімат : Лейкпорт | Клімат : Лейкпорт | Клімат : Лейкпорт |
| Показник                | Січ.              | Лют.              | Бер.              | Квіт.             | Трав.             | Черв.             | Лип.              | Серп.             | Вер.              | Жовт.             | Лист.             | Груд.             | Рік               |
| Абсолютний максимум, °C | 22                | 26                | 28                | 33                | 37                | 41                | 43                | 41                | 41                | 35                | 32                | 25                | 43                |
| Середній максимум, °C   | 11                | 13                | 16                | 20                | 25                | 28                | 34                | 33                | 31                | 24                | 16                | 12                | 22,0              |
| Середня температура, °C | 5                 | 7                 | 8                 | 11                | 15                | 18                | 22                | 21                | 19                | 14                | 9                 | 6                 | 12,9              |
| Середній мінімум, °C    | −1                | 1                 | 1                 | 3                 | 6                 | 8                 | 11                | 10                | 8                 | 5                 | 2                 | 1                 | 4,6               |
| Абсолютний мінімум, °C  | −10               | −6                | −4                | −2                | −1                | −1                | 1                 | 2                 | –                 | −3                | −5                | −8                | −10               |
| Норма опадів, мм        | 150               | 130               | 90                | 40                | 20                | 0                 | 0                 | 0                 | 0                 | 30                | 70                | 130               | 660               |
| ----------------------- | ----------------- | ----------------- | ----------------- | ----------------- | ----------------- | ----------------- | ----------------- | ----------------- | ----------------- | ----------------- | ----------------- | ----------------- | ----------------- |
| Джерело:                |                   |                   |                   |                   |                   |                   |                   |                   |                   |                   |                   |                   |                   |

## Демографія
Згідно з переписом 2010 року, у місті мешкали 4753 особи в 2002 домогосподарствах у складі 1173 родин. Густота населення становила 574 особи/км².  Було 2395 помешкань (289/км²).
Расовий склад населення:
| - 82,7 % — білих - 3,1 % — корінних американців - 2,1 % — азіатів - 1,0 % — чорних або афроамериканців - 0,1 % — вихідців з тихоокеанських островів - 7,1 % — осіб інших рас |

До двох чи більше рас належало 3,9 %. Частка іспаномовних становила 16,8 % від усіх жителів.
За віковим діапазоном населення розподілялося таким чином: 21,7 % — особи молодші 18 років, 58,2 % — особи у віці 18—64 років, 20,1 % — особи у віці 65 років та старші. Медіана віку мешканця становила 44,2 року. На 100 осіб жіночої статі у місті припадало 90,8 чоловіків;  на 100 жінок у віці від 18 років та старших — 86,8 чоловіків також старших 18 років.
Середній дохід на одне домашнє господарство  становив 55 990 доларів США (медіана — 39 605), а середній дохід на одну сім'ю — 64 407 доларів (медіана — 52 234). Медіана доходів становила 66 469 доларів для чоловіків та 47 799 доларів для жінок. За межею бідності перебувало 17,7 % осіб, у тому числі 18,7 % дітей у віці до 18 років та 8,0 % осіб у віці 65 років та старших.
Цивільне працевлаштоване населення становило 1886 осіб. Основні галузі зайнятості: освіта, охорона здоров'я та соціальна допомога — 22,8 %, публічна адміністрація — 16,4 %, роздрібна торгівля — 14,5 %.